# Alfred Huber
Alfred Huber (Istanbul, 29 gennaio 1910 – 25 gennaio 1986) è stato un calciatore tedesco, di ruolo attaccante.